# Mlynařík dlouhoocasý
Mlynařík dlouhoocasý (Aegithalos caudatus) je malý druh pěvce z čeledi mlynaříkovitých (Aegithalidae).

## Taxonomie

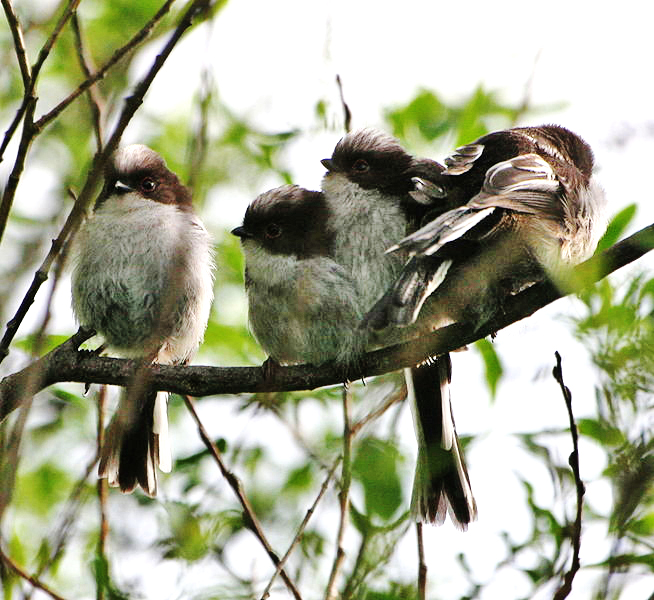
Mladí ptáci

Ve střední Evropě se vyskytuje ve dvou poddruzích: mlynařík dlouhoocasý středoevropský (A. c. europaeus), který má nad okem silný tmavý pruh, a mlynařík dlouhoocasý severoevropský (A. c. caudatus), který má hlavu čistě bílou.

## Popis
- Délka těla: 13–15 cm
- Rozpětí křídel: 16–19 cm
- Hmotnost: 6–8 g.

Má zavalité tělo a nápadně dlouhý stupňovitý ocas, který měří 6–10 cm. Svrchu je převážně černý s vínovým zbarvením na hřbetě, spodinu má bílou, šedou nebo narůžovělou, zobák, oči i končetiny tmavé a ocas taktéž černý s výraznými bílými vnějšími okraji. Obě pohlaví jsou zbarvena stejně; mladí ptáci mají tmavé opeření po stranách hlavy.
Často se ozývá, nejčastěji vysokým „sri-sri-sri“ nebo „sirr-sirr-sirr“. Zpěv je tichý, nevýrazný.

## Rozšíření
Vyskytuje se na rozsáhlém území Eurasie, přičemž východně zasahuje až po Kamčatku. V Evropě zcela chybí pouze na Islandu, v severní části Skandinávie a Skotských ostrovů, na Baleárech, Sardinii a Krétě. Většina populací je stálých, některé severské však na zimu migrují na krátkou vzdálenost.

## Výskyt
Ve střední Evropě žije nejhojněji ve světlých vlhkých listnatých nebo smíšených lesích s hustým podrostem. Zvláště v zimě se pak často vyskytuje také v parcích a zahradách.

## Výskyt v Česku
V České republice hnízdí v počtu 55 000–110 000 párů od nížin po 1400 m n. m. Jeho početnost na našem území v posledních letech mírně klesá.

## Chování

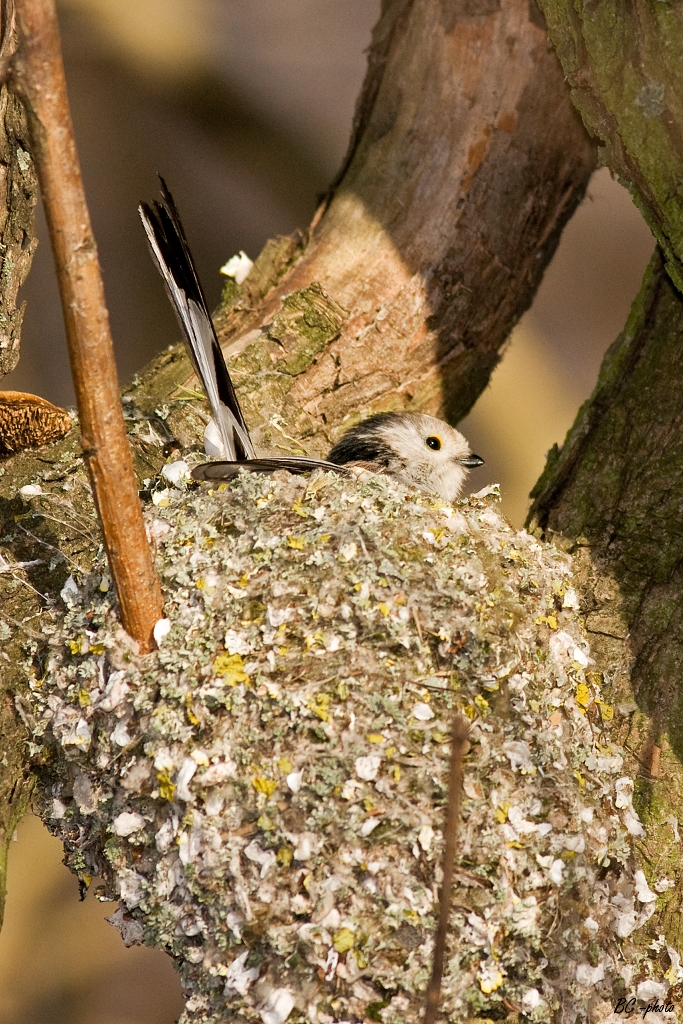
Dospělý pták na hnízdě

Mimo hnízdní období žije v menších hejnech až o 30 jedincích, obhajujících vlastní potravní teritorium. V zimě spolu ptáci i hřadují schouleni a těsně přitisknuti k sobě, což jim umožňuje větší odolnost vůči nízkým nočním teplotám. Děje se tak nejčastěji v hustých keřích 1–10 m nad zemí. Je velmi čilý a obratně šplhá i po velmi tenkých větvích.

## Hnízdění

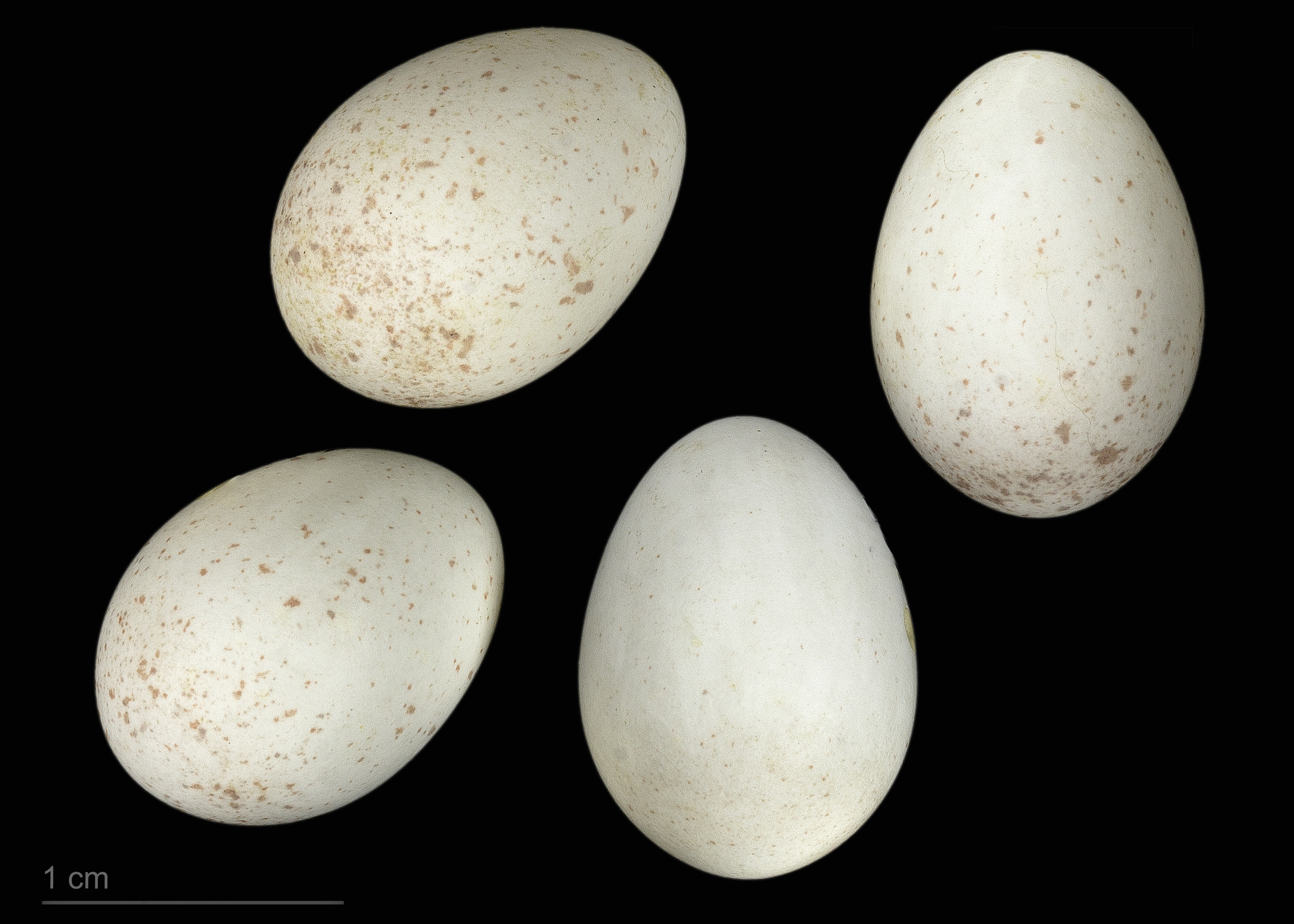
Aegithalos caudatus

Pohlavně dospívá již na konci prvního roku života; je monogamní. Hnízdo stavějí oba dospělí ptáci, a to u kmenů nebo ve větvích stromů či keřů, obvykle ve výšce 1,5–6 m. Hnízdo je kompaktní uzavřená kulatá stavba se silnými stěnami, široká průměrně 9–18 cm a vysoká asi 11–25 cm. Boční vletový otvor, který v průměru měří 30 mm, je téměř vždy umístěn v horní části hnízda. Postaveno je zejména z mechů, lišejníků a pavučin, ale často i z jiných měkkých materiálů včetně peří, vlny nebo srsti.
V jedné snůšce je 8–12 (vzácně i 5–16) světlých, jemně červenohnědě skvrnitých, 14,2 × 11,1 mm velkých vajec, na nichž sedí samice, které samec přináší potravu. Inkubační doba je 13–14 dní.
S krmením mláďat často vypomáhá až 8 jiných dospělých mlynaříků. Mláďata hnízdo opouštějí po 14–18 dnech a dalších až 14 dnů jsou ještě krmena mimo ně.
Ve volné přírodě se dožívá obvykle 2–3 let.

## Potrava
Živí se zejména hmyzem a pavouky, na jaře požírá též mladé pupeny a různé plody, v zimě i semena.